# إليزابيث كامبل
إليزابيث كامبل (بالإنجليزية: Elizabeth Campbell)‏ هي كاتِبة وشاعرة أسترالية، ولدت في العام 1975.

## السيرة الذاتية
ولدت إليزابيث كامبل في مدينة ملبورن. وقد تخرجت إليزابيث من جامعة ملبورن بدرجة الشرف في تخصص اللغة الإنجليزية في العام 2000. لقد قامت بتدريس اللغة الإنجليزية في مدرسة إلثام الثانوية ومدرسة ماك روبرتسون الثانوية للبنات في ولاية فيكتوريا. نشرت إليزابيث مجموعتين من الشعر وهما رسائل إلى تريميلوس هاند وخطأ ونشرت مطبعة جون ليونارد كلاههما. وقد تم نشر شعرها على نطاق واسع وتم إستنتاجه> كما أنها نالت العديد من الجوائز والإقامات بسبب شعرها. تم تضمين العديد من قصائد كامبل في مختارات العام 2011 التاريخية للشعر الأسترالي، الشعر الأسترالي منذ العام 1788. 

## أعمالها

### الشعر
- رسائل إلى تريميلوس هاند ( نشرته مطبعة جون ليونارد في العام 2007 في ملبورن)
- خطأ ( نشرته مطبعة جون ليونارد في العام 2011 في ملبورن)

### مختارات
- بانشر وواتمان مختارات من الشعر الأسترالي. ( بانشر وواتمان في العام 2010 في سدني)
- الشعر الأسترالي منذ عام 1788. المحرران جيفري ليمان وروبرت جراي (نشرته مطبعة جامعة نيو ساوث ويلز في العام 2011 في سدني)
- الشعراء الشباب: مختارات أسترالية. ( نشرته مطبعة جون ليونارد في العام 2011 في ملبورن)

## الجوائز
- جائزة غوين هاروود للشعر في العام 2006[3]
- جائزة فنسنت باكلي للشعر في العام 2010

## وصلات خارجية
- إليزابيث كامبل في شركة ريدروم
- الحبر الأسود أفضل قصائد أسترالية العام 2010